# Las Américas (Mexibús)
Las Américas es una de las 44 estaciones de servicio y Terminal de la Línea 2 del Mexibús, así como su Ramal denominado 2A, del sistema de BRT Mexibús. Esta se ubica en el Municipio de Ecatepec de Morelos, Estado de México.

## Historia
La segunda línea del sistema fue la tercera en ser inaugurada el 12 de enero de 2015 por el entonces gobernador Eruviel Ávila Villegas (2011-2017). Tiene una longitud de 22,3 kilómetros con 44 estaciones en los municipios de Cuautitlán Izcalli, Tultitlán, Coacalco de Berriozabal y Ecatepec de Morelos, es operada por Transcomunicador Mexiquense S.A. de C.V., brinda los servicios ordinario desde la terminal La Quebrada en Cuautitlán Izcalli hasta la terminal las Américas en Ecatepec de Morelos y el exprés de la estación Lechería hasta la estación Ecatepec. Su flotilla la abarca Scania Neobus BRT y Scania Busscar K320 así como Scania Neobus para los express.
La línea 2 del Mexibús tiene 22.3 kilómetros en su recorrido desde la Terminal Las Américas, en Ecatepec, a La Quebrada, en Cuautitlán Izcalli, circulando por las avenidas: Primero de Mayo, Vía Morelos, Revolución y José López Portillo; y para prestar el servicio cuenta con 42 estaciones y 2 Terminales. Esta línea permite comunicar la Autopista México-Querétaro con la Av. Carlos Hank González (Av. Central) y a su vez los 3 centros comerciales más importantes de los extremos Norte de la metrópoli; Perinorte, Cosmopol y Plaza Las Américas. 

## Información
La iconografía de esta estación representa un mapa de Latinoamérica.

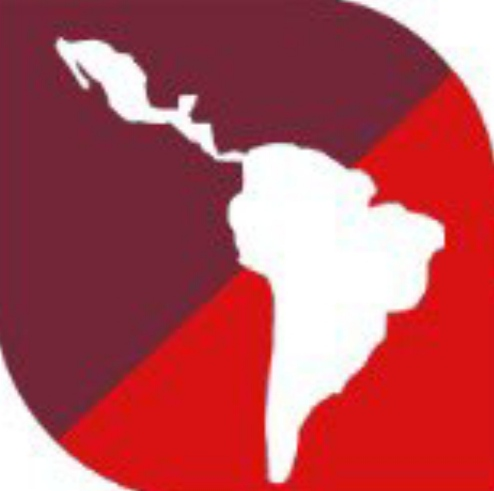
Ícono de la estación Las Américas del Mexibús Línea 2

.

## Conectividad
Existen conexiones con las estaciones y paradas de diversos sistemas de transporte:
- La estación cuenta con una conexión a  CETRAM Las Américas.

- La estación cuenta con conexión a la estación 1.º de Mayo de la  Línea 1 del Mexibús.

## Sitios de interés
Algunos sitios de interés que ofrece la estación son:
- Residencial las Américas 5
- Transcomunicador Mexiquense
- Multideportivo Las Américas